# Yoshisuke Aikawa
Yoshisuke Aikawa (鮎川 義介?, Aikawa Yoshisuke; Yamaguchi, 6 novembre 1880 – Tokyo, 13 febbraio 1967) è stato un imprenditore e politico giapponese, fondatore e primo presidente della Nissan zaibatsu (1931-1945), uno dei più potenti conglomerati commerciali del Giappone durante la Seconda guerra mondiale.

## Biografia
Aikawa è nato in quella che ora fa parte della città di Yamaguchi, nella prefettura di Yamaguchi. Sua madre era la nipote del genrō del periodo Meiji Inoue Kaoru. Si laureò presso il dipartimento di ingegneria dell'Università Imperiale di Tokyo nel 1903 e andò a lavorare per Shibaura Seisakusho, il precursore di Toshiba.
Sebbene la sua paga fosse molto bassa, Aikawa riuscì a risparmiare abbastanza per fare un viaggio negli Stati Uniti, dove studiò la tecnologia della ghisa malleabile. Dopo il suo ritorno in Giappone, con il sostegno di Inoue Kaoru e di altri ex politici Chōshū nella Dieta del Giappone, fondò la Tobata Foundry a Kitakyūshū nel 1909. L'azienda è ora conosciuta come Hitachi Kinzoku (Hitachi Metals Company Ltd).
Nel 1928, Aikawa divenne presidente della Kuhara Mining Company (l'attuale Nippon Mining & Metals Company) prendendo il posto di suo cognato Fusanosuke Kuhara e creò una holding chiamata Nihon Sangyo, o Nissan in breve. Kuhara iniziò una carriera in politica, stringendo legami con il futuro primo ministro Giichi Tanaka e altri leader politici e militari, che Aikawa avrebbe poi utilizzato a suo vantaggio.
Nel boom del mercato azionario in seguito all'incidente della Manciuria del 1931, Aikawa sfruttò l'opportunità di acquistare partecipazioni di maggioranza in 132 società controllate da Nissan per creare un nuovo zaibatsu, il gruppo Nissan (日 産 コ ン ツ ェ ル ン?, Nissan Kontserun, lett. "Nissan Concern"). Le società includevano Nissan Motors, Isuzu, NEC Corporation, Nippon Mining Holdings Company, Nissan Chemicals, Hitachi, Nichiyu Corporation, Nichirei Corporation, Nissan Marine Insurance, Nissan Mutual Life Insurance e altre. Il gruppo comprendeva alcune delle aziende tecnologicamente più avanzate nel Giappone dell'epoca.
Nel 1937, su invito del suo parente Nobusuke Kishi, si trasferì a Manchukuo e concordò con la visione dell'esercito giapponese Kwantung di un'economia sindacalista e di un piano di sviluppo industriale centralizzato per Manchukuo. Trasferì anche la sede della Nissan a Manchukuo, dove divenne il nucleo della Manchurian Industrial Development Company, un nuovo Manchukuo zaibatsu.
Nella sua posizione di presidente, Aikawa guidò tutti gli sforzi industriali a Manchukuo, implementando due piani quinquennali durante gli anni '30 che seguirono la visione economica e industriale dell'ideologo dell'esercito, Naoki Hoshino. Tuttavia, Aikawa differiva dalla concezione originale di Hoshino in quanto preferiva un approccio più monopolistico. Ha sostenuto che lo stato economico del Manchukuo era ancora troppo primitivo per consentire il capitalismo del libero mercato. Aikawa ricevette anche prestiti bancari da industriali siderurgici americani per sostenere l'economia di Manchukuo, che creò notevoli polemiche negli Stati Uniti con la sua politica di non riconoscimento.
Tuttavia, mentre le sue opinioni economiche erano in linea con la politica dell'esercito imperiale giapponese, le sue opinioni politiche non lo erano. Aikawa era un forte oppositore del Patto tripartito e predisse che le forze del Regno Unito e della Francia avrebbero eventualmente prevalso sulla Germania nazista se fosse scoppiata una guerra generale. Ha sostenuto il Piano Fugu, un progetto per sistemare i rifugiati ebrei a Manchukuo. Nel 1942, su istigazione dell'Esercito del Kwantung, Aikawa rassegnò le dimissioni dal presidente della Manchurian Industrial Development Company e tornò in Giappone.
Dopo la resa del Giappone, Aikawa è stato arrestato dalle autorità di occupazione americane e incarcerato nella prigione di Sugamo per 20 mesi come sospettato di crimini di guerra di classe A. È stato liberato prima che il suo caso venisse processato, tuttavia, durante questo periodo, lo zaibatsu Nissan è stato sciolto.
Dopo il suo rilascio, Aikawa ha svolto un ruolo chiave nella ricostruzione economica postbellica del Giappone e ha acquistato una banca commerciale per organizzare prestiti alle piccole imprese. Fu presidente della Teikoku Oil Company e della Japan Petroleum Exploration Company e nel 1953 fu eletto a un seggio nella Camera dei Consiglieri della Dieta del Giappone. Con l'aiuto di Nobusuke Kishi, allora primo ministro, ha raggiunto il suo obiettivo di attuare la legge e le politiche di controllo economico come leader del Chuseiren, un gruppo di pressione che è diventato la principale federazione di piccole e medie imprese negli anni 'sessanta.
Aikawa morì di infiammazione acuta della cistifellea nel 1967. La sua tomba si trova al cimitero di Tama, fuori Tokyo.